# Carriage Paths, Bridges and Gatehouses
Les Carriage Paths, Bridges and Gatehouses forment un district historique américain dans le comté de Hancock, dans le Maine. Partiellement protégé au sein du parc national d'Acadia, cet ensemble de ponts et autres structures est inscrit au Registre national des lieux historiques depuis le 14 novembre 1979.